# Dynaspidiotus greeni
Dynaspidiotus greeni är en insektsart som beskrevs av Alfred Serge Balachowsky 1951. Dynaspidiotus greeni ingår i släktet Dynaspidiotus och familjen pansarsköldlöss.
Artens utbredningsområde är Cypern. Inga underarter finns listade i Catalogue of Life.